# Flughafen Jerewan

i7
i11
i13
Der Internationale Flughafen Swartnoz (armenisch Զվարթնոց միջազգային օդանավակայան, IATA-Code: EVN, ICAO-Code: UDYZ) liegt bei Swartnoz, rund zehn Kilometer westlich von Jerewan, der Hauptstadt von Armenien, an der Straße nach Etschmiadsin.

## Geschichte
Der Flughafen wurde 1981 fertiggestellt. Der Ort Swartnoz ist berühmt wegen der dort befindlichen Ruinen einer Palastkirche aus dem 7. Jahrhundert. Die Anlage des Flughafens nimmt die Rundform der Kirche auf.
Im Dezember 2001 wurde zwischen der Regierung der Republik Armenien und der dem armenischstämmigen argentinischen Geschäftsmann Eduardo Eurnekian gehörenden Beteiligungsgesellschaft Corporación América ein Konzessionsvertrag über die Flughafenbetriebsführung der Flughäfen Jerewan und Gjumri für 30 Jahre unterzeichnet. Dazu wurde im Juni 2002 eigens die Betreibergesellschaft Armenia International Airports CJSC gegründet und mit der Betriebsführung beauftragt.
2004 begann der Bau eines neuen Terminals. Die Ankunftshalle des neuen Terminals wurde im Herbst 2006, die Abflughalle im Sommer 2007 eröffnet.
Der neue Terminal ist 52.000 m² groß.
Der Flughafen war Drehkreuz für den armenischen Flag-Carrier Armavia und die Air Armenia.
Am 1. August 2024 hat die russische FSB, die seit 32 Jahren die bewachte Staatsgrenze im Luftraum Armeniens überwachte offiziell an armenische Seite übergeben.
Seit dem Jahr 2023 beträgt das jährliche Passagieraufkommen mehr als 5.000.000 Menschen.

## Fluggesellschaften und Verbindungen

### Fluggesellschaften
Im Jahr 2022 operieren am Flughafen Swartnoz 43 internationale und armenische Fluggesellschaften. Es handelt sich um:
| - Aegean Airlines - Aeroflot - Air Arabia - Air Cairo - Air France - Albawings - Alrosa - Armenia Aircompany - Armenia Airways - Armenian Helicopters - Austrian Airlines - Aviadrom - Azimuth - Bees Airline - Belavia | - Brussels Airlines - Condor - Cham Wings Airlines - Eurowings - FlyDubai - Fly Egypt - Fly One - IrAero - Lufthansa - LOT Polish Airlines - Middle East Airlines - MyWay Airlines - NordStar - Nordwind Airlines | - Pegas Fly - Pegasus Airlines - Pobeda Airlines - Red Wings Airlines - Rossiya Airlines - SCAT Airlines - SkyUp Airlines - SmartAvia - S7 Airlines - Ukraine International Airlines - Ural Airlines - UTair - Qatar Airways - Wizz Air |

### Flugverbindungen
Das bis Dezember 2017 einzige Flugziel im deutschsprachigen Raum war Wien, das von Austrian Airlines einmal täglich angeflogen wird. Zuvor wurden auch von der armenischen Gesellschaft Armavia Ziele in Deutschland angeflogen. Armavia stellte 2013 den Flugbetrieb ein. Seit Dezember 2017 fliegt Turkmenistan Airlines Jerewan von Frankfurt aus an. Auch Germania flog im Jahr 2018 Jerewan direkt von Berlin aus an, bevor die Gesellschaft im Februar 2019 Insolvenz anmeldete.
Seit Sommer 2021 wurden diverse Flugziele ab Köln/Bonn (Eurowings) und Frankfurt (Lufthansa und Condor) aufgenommen. Darüber hinaus wird Yerevan von Brussels Airlines 5 Mal wöchentlich angeflogen.
Wizz Air fliegt Zvartnots seit März 2020 zwei Mal wöchentlich ab Wien an, seit April 2023 außerdem zwei Mal wöchentlich ab Dortmund
Weitere Flugziele sind Abu Dhabi, Dubai, Scharm asch-Schaich, Athen, Larnaca, Thessaloniki, Moskau, Tbilisi, Barcelona, Warschau, Vilnius, Teheran, Delhi, Sotschi.

## Zwischenfälle
- Am 14. Februar 2008 überschlug sich eine Bombardier CRJ100 der belarussischen Belavia Belarusian Airlines (Luftfahrzeugkennzeichen EW-101PJ) beim Start vom Flughafen Jerewan in der armenischen Hauptstadt. Alle 18 Passagiere und 3 Crewmitglieder an Bord überlebten, wurden aber zum Teil schwer verletzt. Grund war das Nichteinschalten der Enteisungsanlage für die Tragflächen durch die Piloten.[7][8]

## Galerie

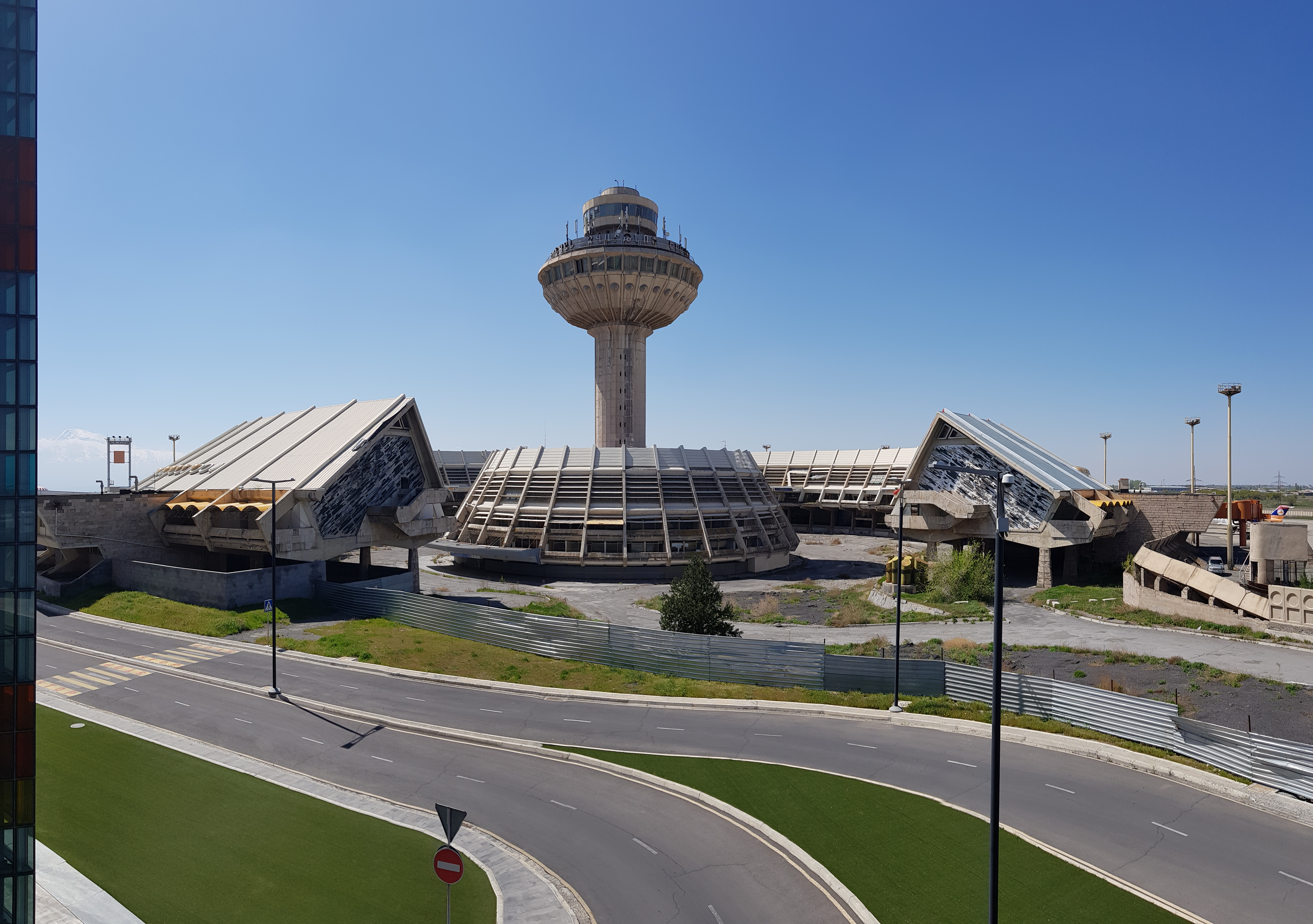
Außenansicht (2018)
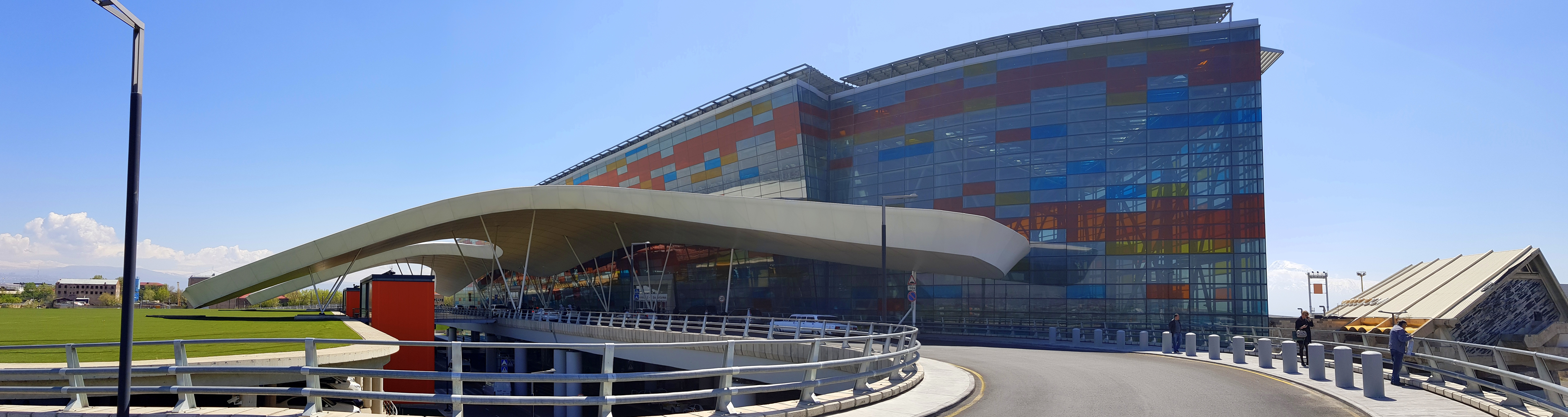
Auffahrt zum Haupteingang (2018)
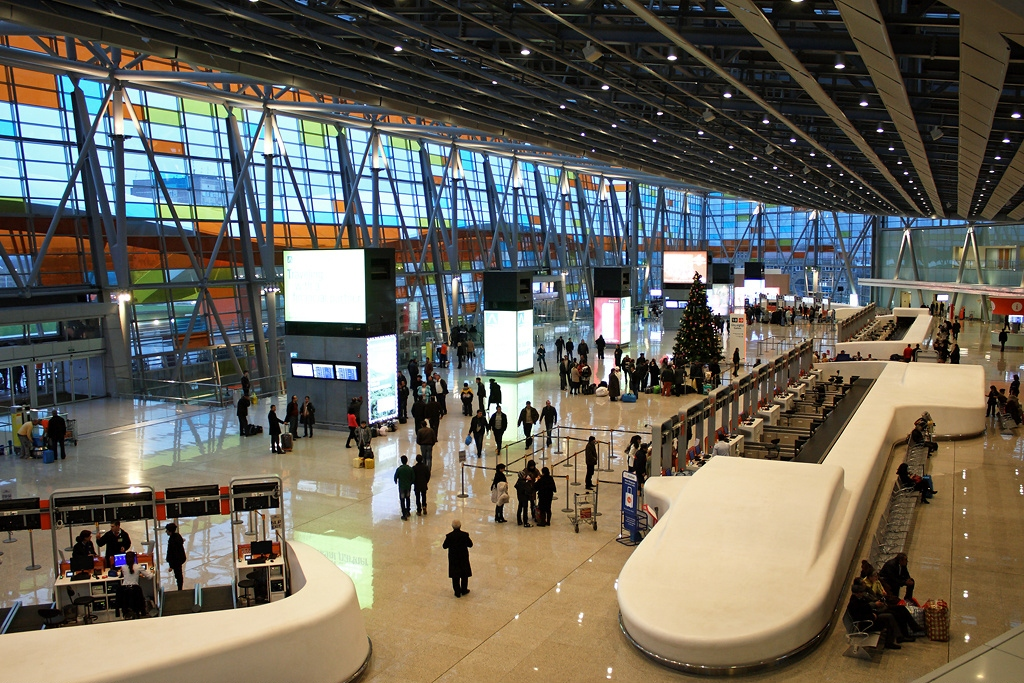
Eingangshalle (2012)
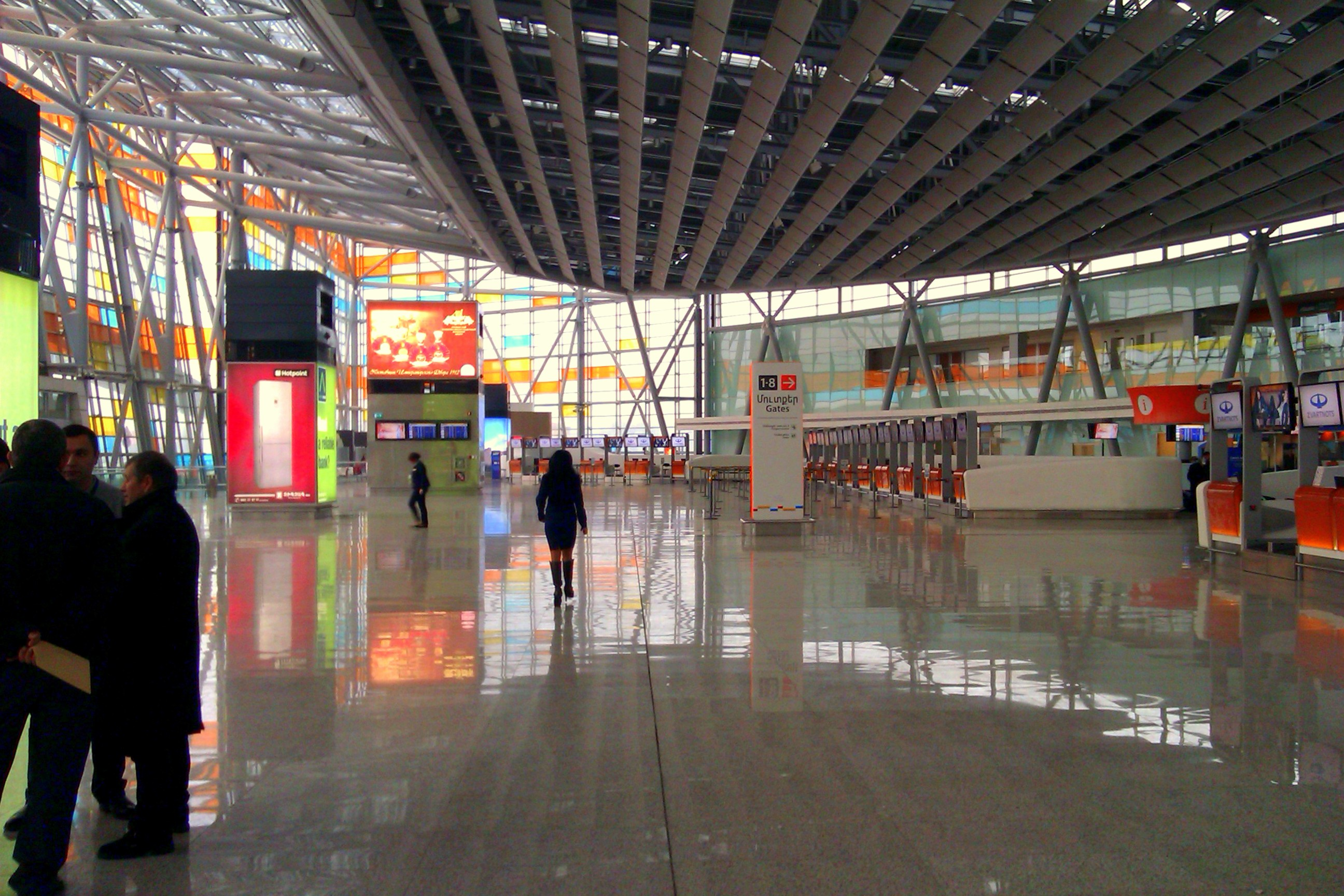
Eingangshalle (2013)
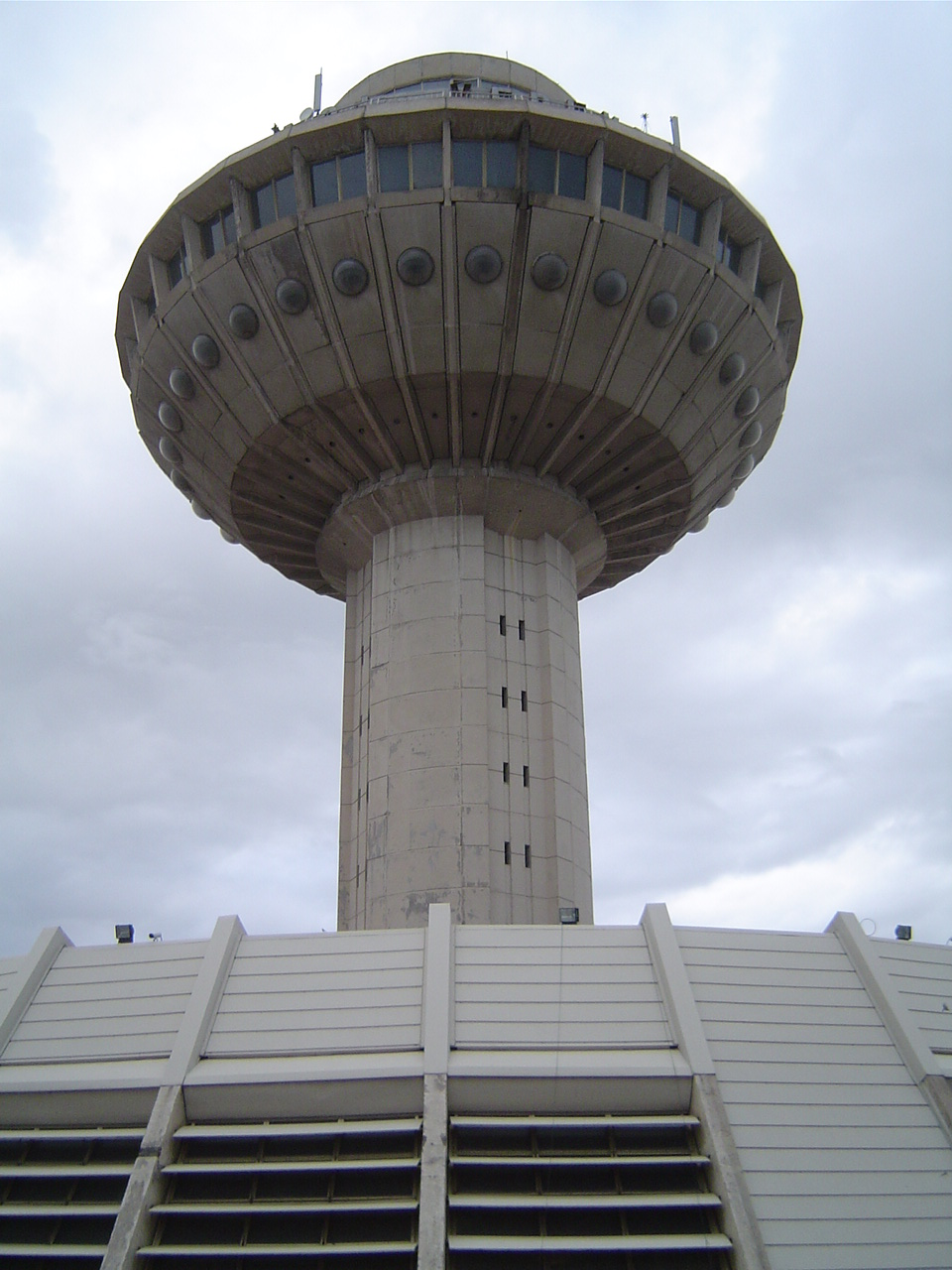
Kontrollturm (2007)
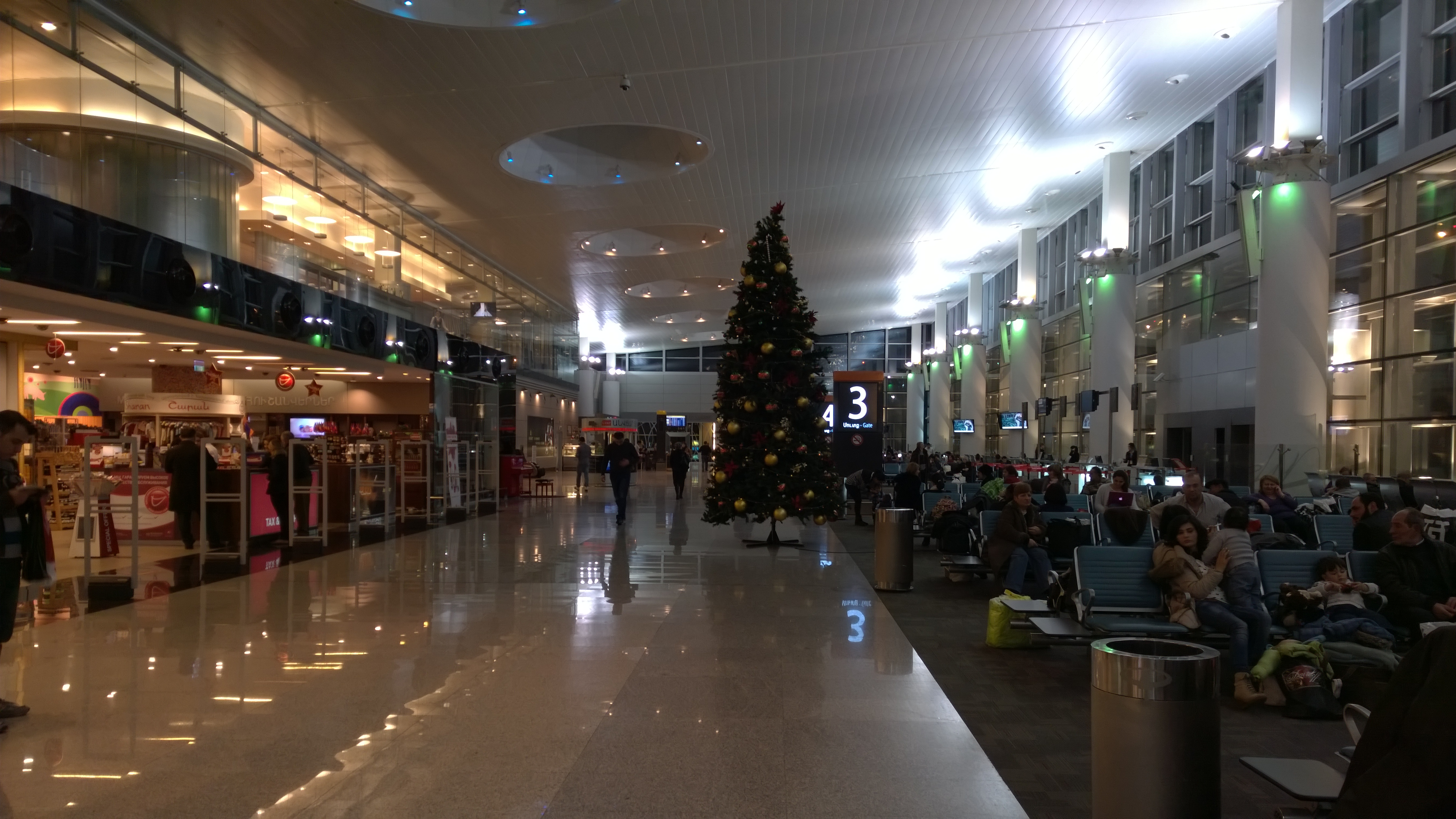
Wartebereich und Duty-Free-Shops (mit Weihnachtsdekor 2014)
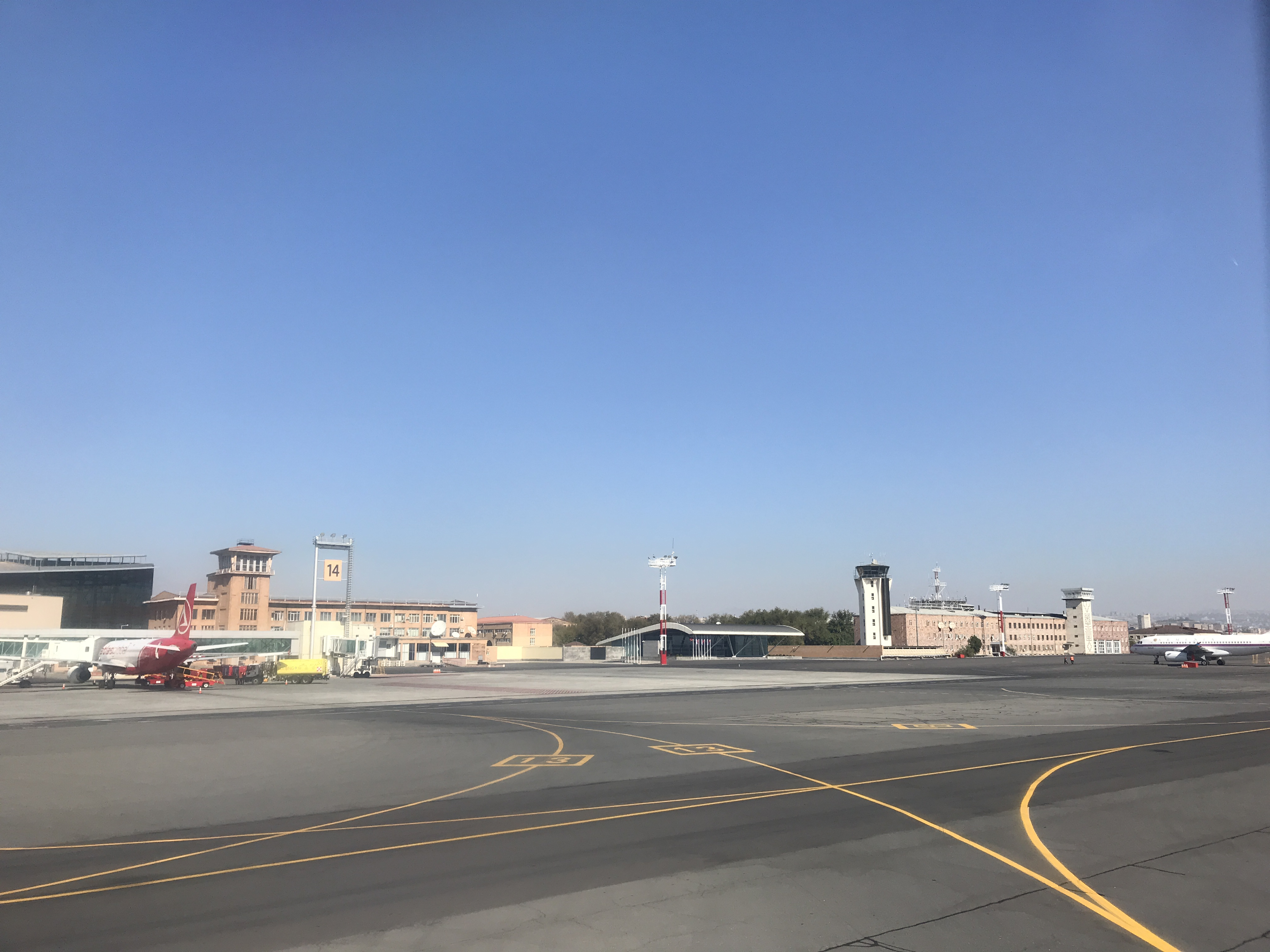
Flugfeld (2018)
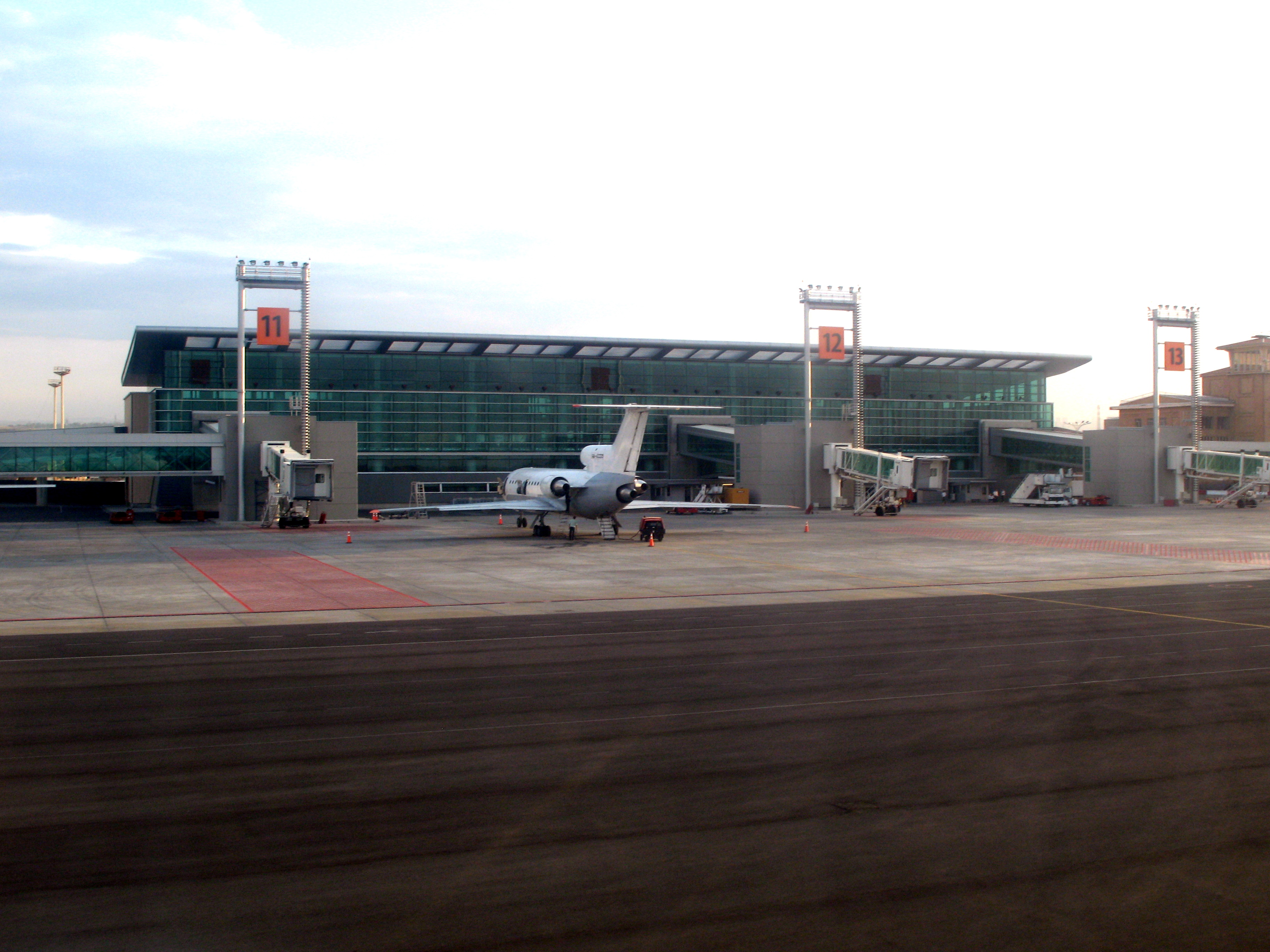
Terminal (2007)

## Statistik
| Jahr | Anzahl Passagiere |
| 2014 | 2.045.058         |
| 2015 | 1.879.667         |
| 2016 | 2.105.540         |
| 2017 | 2.448.250         |
| 2018 | 2.690.727         |
| 2019 | 3.021.608         |
| 2020 | 790.827           |
| 2021 | 2.278.212         |
| 2022 | 3.649.764         |
| 2023 | 5.330.314         |
| 2024 | 5.247.808         |

Quelle
|      | Jan     | Feb     | Mrz     | Apr     | Mai     | Jun     | Jul     | Aug     | Sep     | Okt     | Nov     | Dez     |
| 2014 | 128.986 | 100.356 | 121.958 | 136.730 | 171.431 | 208.408 | 242.098 | 265.540 | 197.602 | 179.602 | 144.096 | 148.251 |
| 2015 | 131.916 | 99.275  | 117.288 | 144.400 | 158.292 | 176.171 | 212.999 | 227.607 | 171.659 | 155.611 | 130.707 | 153.122 |
| 2016 | 137.303 | 113.729 | 133.666 | 131.829 | 147.319 | 175.276 | 227.410 | 255.252 | 220.716 | 205.426 | 168.596 | 189.018 |
| 2017 | 168.741 | 132.039 | 165.512 | 183.108 | 198.182 | 211.252 | 270.751 | 281.345 | 245.364 | 220.726 | 178.748 | 192.482 |
| 2018 | 178.301 | 139.218 | 175.605 | 200.712 | 202.290 | 234.738 | 300.687 | 329.666 | 262.815 | 249.857 | 202.926 | 213.912 |
| 2019 | 200.731 | 156.550 | 188.946 | 205.419 | 229.974 | 270.818 | 347.462 | 373.053 | 312.241 | 286.231 | 223.396 | 226.786 |
| 2020 | 223.998 | 185.396 | 117.317 | 5.371   | 7.865   | 14.342  | 17.282  | 28.661  | 46.679  | 39.058  | 37.383  | 67.475  |
| 2021 | 61.069  | 84.265  | 106.681 | 122.496 | 151.761 | 185.736 | 292.674 | 350.765 | 274.637 | 247.140 | 193.949 | 207.039 |
| 2022 | 200.625 | 157.853 | 188.537 | 207.548 | 257.644 | 311.604 | 414.295 | 453.534 | 401.765 | 374.838 | 332.442 | 349.079 |
| 2023 | 357.413 | 313.065 | 357.544 | 399.745 | 426.264 | 507.534 | 591.086 | 637.735 | 534.350 | 473.601 | 358.703 | 373.268 |
| 2024 | 361.099 | 301.576 | 359.637 | 379.969 | 425.970 | 481.595 | 576.013 | 622.218 | 517.013 | 463.176 | 361.250 | 398.235 |